# Segunda División de España 1964-65
La temporada 1964–65 de la Segunda División de España de fútbol corresponde a la 34.ª edición del campeonato y se disputó entre el 13 de septiembre de 1964 y el 18 de abril de 1965 en su fase regular. Posteriormente se disputaron las promociones de ascenso y permanencia entre el 6 de junio y el 22 de junio.
Los campeones de Segunda División fueron el Pontevedra CF y el RCD Mallorca.

## Sistema de competición
La Segunda División de España 1964/65 fue organizada por la Federación Española de Fútbol (RFEF).
El campeonato contó con la participación de 32 clubes divididos en dos grupos de 16 equipos cada uno, agrupándose por criterios de proximidad geográfica, y se disputó siguiendo un sistema de liga, de modo que los 16 equipos de cada grupo se enfrentaron entre sí, todos contra todos en dos ocasiones -una en campo propio y otra en campo contrario- sumando un total de 30 jornadas. El orden de los encuentros se decidió por sorteo antes de empezar la competición.
Los primeros clasificados de cada grupo ascendieron directamente a Primera División, mientras que los segundos clasificados disputaron la fase de ascenso ante el decimotercero y decimocuarto clasificado de la máxima categoría en eliminatorias directas a doble partido.
Los dos últimos clasificados de cada grupo descendieron directamente a Tercera División, mientras que los decimoterceros y decimocuartos clasificados jugaron la promoción de permanencia ante los cuatro mejores subcampeones de ascenso de Tercera División en eliminatorias directas a doble partido.

## Clubes participantes
| Datos de ascensos y descensos con respecto a la temporada anterior |
| --- |
| Pontevedra CF y Real Valladolid descienden de Primera División. RC Deportivo de La Coruña y UD Las Palmas ascienden a Primera División. Deportivo Alavés, CD Eldense, UD Salamanca y CD San Fernando descienden a Tercera División. Club Baracaldo Altos Hornos, CF Calvo Sotelo, Real Unión de Irún y CD Sabadell CF ascienden a Segunda División. |

### Grupo I
| Equipo                                     | Ciudad                  | Estadio               |
| ------------------------------------------ | ----------------------- | --------------------- |
| Club de Fútbol Badalona                    | Badalona                | Avenida de Navarra    |
| Club Baracaldo Altos Hornos                | Baracaldo               | Lasesarre             |
| Burgos Club de Fútbol                      | Burgos                  | El Plantío            |
| Real Club Celta de Vigo                    | Vigo                    | Balaídos              |
| Club Deportivo Europa                      | Barcelona               | Cerdeña               |
| Real Gijón                                 | Gijón                   | El Molinón            |
| Centro de Deportes Hospitalet              | Hospitalet de Llobregat | Municipal de Deportes |
| Sociedad Deportiva Indauchu                | Bilbao                  | Garellano             |
| Unión Popular de Langreo                   | Langreo                 | Ganzábal              |
| Club Deportivo Orense                      | Orense                  | José Antonio          |
| Club Atlético Osasuna                      | Pamplona                | San Juan              |
| Pontevedra Club de Fútbol                  | Pontevedra              | Pasarón               |
| Real Sociedad de Fútbol                    | San Sebastián           | Atocha                |
| Real Unión Club de Irún                    | Irún                    | Stadium Gal           |
| Centro de Deportes Sabadell Club de Fútbol | Sabadell                | Cruz Alta             |
| Real Santander Sociedad Deportiva          | Santander               | El Sardinero          |

### Grupo II
| Equipo                         | Ciudad                 | Estadio                   |
| ------------------------------ | ---------------------- | ------------------------- |
| Club Deportivo Abarán          | Abarán                 | Las Colonias              |
| Algeciras Club de Fútbol       | Algeciras              | El Mirador                |
| Club Atlético de Ceuta         | Ceuta                  | Alfonso Murube            |
| Cádiz Club de Fútbol           | Cádiz                  | Ramón de Carranza         |
| Club de Fútbol Calvo Sotelo    | Puertollano            | Calvo Sotelo              |
| Club Deportivo Constancia      | Inca                   | Municipal d’Es Cos        |
| Granada Club de Fútbol         | Granada                | Los Cármenes              |
| Hércules Club de Fútbol        | Alicante               | La Viña                   |
| Club Deportivo Málaga          | Málaga                 | La Rosaleda               |
| Real Club Deportivo Mallorca   | Palma de Mallorca      | Lluís Sitjar              |
| Melilla Club de Fútbol         | Melilla                | Álvarez Claro             |
| Club Deportivo Mestalla        | Valencia               | Mestalla                  |
| Onteniente Club de Fútbol      | Onteniente             | El Clariano               |
| Real Club Recreativo de Huelva | Huelva                 | Estadio Municipal         |
| Club Deportivo Tenerife        | Santa Cruz de Tenerife | Heliodoro Rodríguez López |
| Real Valladolid Deportivo      | Valladolid             | José Zorrilla             |

## Resultados y clasificaciones

### Grupo I

#### Clasificación
| Pos. | Equipo                       | Pts. | PJ | G  | E  | P  | GF | GC | Dif. | Clasificación                     |
| ---- | ---------------------------- | ---- | -- | -- | -- | -- | -- | -- | ---- | --------------------------------- |
| 1    | Pontevedra C. F. (C, A)      | 45   | 30 | 20 | 5  | 5  | 48 | 17 | +31  | Ascenso a Primera División        |
| 2    | C. D. Sabadell C. F. (A)     | 39   | 30 | 16 | 7  | 7  | 46 | 28 | +18  | Acceso a Promoción de ascenso     |
| 3    | Real Gijón                   | 38   | 30 | 13 | 12 | 5  | 61 | 32 | +29  |                                   |
| 4    | Real Sociedad                | 32   | 30 | 13 | 6  | 11 | 60 | 44 | +16  |                                   |
| 5    | R. C. Celta de Vigo          | 30   | 30 | 11 | 8  | 11 | 35 | 34 | +1   |                                   |
| 6    | Burgos C. F.                 | 29   | 30 | 10 | 9  | 11 | 47 | 46 | +1   |                                   |
| 7    | Real Santander S. D.         | 29   | 30 | 10 | 9  | 11 | 52 | 51 | +1   |                                   |
| 8    | S. D. Indauchu               | 29   | 30 | 9  | 11 | 10 | 47 | 44 | +3   |                                   |
| 9    | C. D. Baracaldo Altos Hornos | 28   | 30 | 11 | 6  | 13 | 41 | 44 | −3   |                                   |
| 10   | C. A. Osasuna                | 28   | 30 | 11 | 6  | 13 | 30 | 35 | −5   |                                   |
| 11   | C. D. Hospitalet             | 27   | 30 | 12 | 3  | 15 | 48 | 56 | −8   |                                   |
| 12   | U. P. Langreo                | 27   | 30 | 11 | 5  | 14 | 40 | 51 | −11  |                                   |
| 13   | C. D. Europa                 | 27   | 30 | 9  | 9  | 12 | 30 | 43 | −13  | Acceso a Promoción de permanencia |
| 14   | C. F. Badalona               | 25   | 30 | 7  | 11 | 12 | 31 | 43 | −12  | Acceso a Promoción de permanencia |
| 15   | C. D. Orense (D)             | 25   | 30 | 7  | 11 | 12 | 33 | 50 | −17  | Descenso a Tercera División       |
| 16   | Real Unión de Irún (D)       | 22   | 30 | 7  | 8  | 15 | 24 | 55 | −31  | Descenso a Tercera División       |

 Fuente: BDFutbol
Criterios de clasificación: Puntos · Diferencia de goles · Goles a favor · Play-off

#### Resultados
| Local \ Visitante            | BAD | BAR | BUR | CEL | EUR | GIJ | HOS | IND | LAN | ORE | OSA | PON | RSA | RSO | RUN | SAB |
| ---------------------------- | --- | --- | --- | --- | --- | --- | --- | --- | --- | --- | --- | --- | --- | --- | --- | --- |
| C. F. Badalona               | —   | 0–0 | 3–1 | 1–1 | 0–1 | 1–1 | 2–3 | 1–1 | 2–1 | 2–0 | 0–0 | 0–0 | 3–0 | 1–0 | 2–1 | 1–2 |
| C. D. Baracaldo Altos Hornos | 2–0 | —   | 1–1 | 2–0 | 4–0 | 2–2 | 2–0 | 3–0 | 0–2 | 3–1 | 0–0 | 1–2 | 2–1 | 1–0 | 2–0 | 1–1 |
| Burgos C. F.                 | 3–0 | 3–0 | —   | 1–1 | 1–1 | 2–3 | 2–0 | 2–0 | 4–3 | 3–1 | 0–0 | 2–0 | 5–2 | 3–0 | 3–0 | 1–3 |
| R. C. Celta de Vigo          | 4–1 | 2–0 | 3–1 | —   | 0–0 | 1–1 | 3–1 | 1–1 | 2–0 | 3–0 | 1–0 | 0–1 | 3–1 | 1–0 | 2–0 | 1–2 |
| C. D. Europa                 | 2–1 | 3–0 | 0–0 | 1–1 | —   | 0–0 | 0–1 | 1–0 | 0–1 | 3–0 | 1–0 | 1–0 | 3–3 | 2–1 | 6–1 | 1–1 |
| Real Gijón                   | 1–1 | 2–1 | 0–0 | 2–0 | 6–1 | —   | 6–1 | 3–1 | 1–0 | 4–0 | 0–3 | 3–1 | 4–0 | 1–1 | 9–2 | 1–0 |
| C. D. Hospitalet             | 2–0 | 3–2 | 1–1 | 2–0 | 1–0 | 1–2 | —   | 4–1 | 3–2 | 5–0 | 4–1 | 0–3 | 1–2 | 0–0 | 3–0 | 1–1 |
| S. D. Indauchu               | 2–2 | 4–2 | 2–2 | 4–0 | 8–0 | 2–2 | 5–1 | —   | 1–1 | 1–1 | 2–0 | 1–1 | 3–2 | 2–0 | 1–1 | 0–0 |
| U. P. Langreo                | 2–0 | 2–0 | 2–1 | 2–1 | 1–1 | 1–1 | 2–1 | 5–1 | —   | 3–0 | 3–2 | 0–1 | 0–3 | 0–1 | 1–1 | 0–0 |
| C. D. Orense                 | 1–1 | 4–1 | 3–1 | 0–0 | 1–0 | 1–1 | 2–1 | 1–2 | 4–0 | —   | 3–0 | 1–1 | 1–1 | 2–2 | 2–0 | 0–2 |
| C. A. Osasuna                | 2–0 | 2–3 | 2–1 | 1–0 | 2–0 | 1–1 | 1–2 | 0–1 | 2–0 | 0–0 | —   | 2–1 | 2–1 | 0–1 | 2–1 | 2–1 |
| Pontevedra C. F.             | 1–0 | 2–1 | 4–0 | 3–1 | 2–0 | 1–0 | 4–1 | 1–0 | 3–0 | 2–0 | 4–0 | —   | 2–1 | 3–0 | 2–0 | 1–0 |
| Real Santander S. D.         | 1–3 | 1–1 | 5–1 | 2–0 | 0–0 | 2–1 | 3–0 | 3–0 | 2–1 | 3–3 | 1–1 | 1–1 | —   | 1–1 | 5–1 | 3–2 |
| Real Sociedad                | 7–2 | 4–2 | 2–2 | 1–2 | 4–1 | 2–1 | 5–4 | 1–1 | 8–2 | 5–1 | 2–1 | 0–1 | 2–0 | —   | 1–3 | 6–2 |
| Real Unión de Irún           | 1–1 | 2–0 | 1–0 | 1–1 | 1–0 | 0–0 | 2–0 | 1–0 | 2–3 | 0–0 | 1–0 | 0–0 | 0–0 | 1–3 | —   | 0–1 |
| C. D. Sabadell C. F.         | 0–0 | 0–2 | 3–0 | 2–0 | 2–1 | 3–2 | 2–1 | 2–0 | 3–0 | 0–0 | 0–1 | 1–0 | 4–2 | 1–0 | 5–0 | —   |

### Grupo II

#### Clasificación
| Pos. | Equipo                     | Pts. | PJ | G  | E  | P  | GF | GC | Dif. | Clasificación                     |
| ---- | -------------------------- | ---- | -- | -- | -- | -- | -- | -- | ---- | --------------------------------- |
| 1    | R. C. D. Mallorca (C, A)   | 42   | 30 | 18 | 6  | 6  | 37 | 23 | +14  | Ascenso a Primera División        |
| 2    | C. D. Málaga (A)           | 38   | 30 | 16 | 6  | 8  | 49 | 26 | +23  | Acceso a Promoción de ascenso     |
| 3    | Real Valladolid            | 35   | 30 | 15 | 5  | 10 | 47 | 24 | +23  |                                   |
| 4    | Hércules C. F.             | 34   | 30 | 16 | 2  | 12 | 55 | 36 | +19  |                                   |
| 5    | Atlético de Ceuta          | 32   | 30 | 13 | 6  | 11 | 39 | 38 | +1   |                                   |
| 6    | C. F. Calvo Sotelo         | 32   | 30 | 13 | 6  | 11 | 40 | 42 | −2   |                                   |
| 7    | Granada C. F.              | 32   | 30 | 11 | 10 | 9  | 45 | 35 | +10  |                                   |
| 8    | C. D. Mestalla             | 31   | 30 | 13 | 5  | 12 | 37 | 41 | −4   |                                   |
| 9    | R. C. Recreativo de Huelva | 31   | 30 | 13 | 5  | 12 | 37 | 35 | +2   |                                   |
| 10   | Algeciras C. F.            | 28   | 30 | 12 | 4  | 14 | 30 | 30 | 0    |                                   |
| 11   | C. D. Tenerife             | 28   | 30 | 11 | 6  | 13 | 24 | 33 | −9   |                                   |
| 12   | Melilla C. F.              | 27   | 30 | 10 | 7  | 13 | 24 | 34 | −10  |                                   |
| 13   | C. D. Constancia           | 26   | 30 | 9  | 8  | 13 | 31 | 41 | −10  | Acceso a Promoción de permanencia |
| 14   | Cádiz C. F.                | 25   | 30 | 8  | 9  | 13 | 35 | 44 | −9   | Acceso a Promoción de permanencia |
| 15   | Onteniente C. F. (D)       | 21   | 30 | 8  | 5  | 17 | 35 | 50 | −15  | Descenso a Tercera División       |
| 16   | C. D. Abarán (D)           | 18   | 30 | 6  | 6  | 18 | 20 | 53 | −33  | Descenso a Tercera División       |

 Fuente: BDFutbol
Criterios de clasificación: Puntos · Diferencia de goles · Goles a favor · Play-off

#### Resultados
| Local \ Visitante          | ABA | ALG | ATC | CAD | CAL | CON | GRA | HER | MAL | MLL | MEL | MES | ONT | REC | TEN | VLD |
| -------------------------- | --- | --- | --- | --- | --- | --- | --- | --- | --- | --- | --- | --- | --- | --- | --- | --- |
| C. D. Abarán               | —   | 0–3 | 1–2 | 1–1 | 1–2 | 2–1 | 0–4 | 1–1 | 0–2 | 0–3 | 1–1 | 1–2 | 1–0 | 2–0 | 2–0 | 0–1 |
| Algeciras C. F.            | 3–0 | —   | 0–1 | 2–0 | 1–0 | 0–1 | 1–0 | 2–0 | 0–1 | 3–0 | 1–0 | 0–2 | 0–0 | 1–0 | 0–1 | 1–1 |
| Atlético de Ceuta          | 1–0 | 0–3 | —   | 3–1 | 1–0 | 3–3 | 3–2 | 3–1 | 3–2 | 1–0 | 2–0 | 0–1 | 3–0 | 2–1 | 3–0 | 0–0 |
| Cádiz C. F.                | 2–0 | 2–3 | 4–0 | —   | 1–1 | 3–1 | 0–2 | 2–1 | 1–0 | 2–1 | 0–0 | 1–1 | 0–1 | 3–1 | 0–1 | 0–0 |
| C. F. Calvo Sotelo         | 2–0 | 1–1 | 3–1 | 2–0 | —   | 3–1 | 3–2 | 2–1 | 0–1 | 3–0 | 0–0 | 1–1 | 3–1 | 5–1 | 2–1 | 1–1 |
| C. D. Constancia           | 1–1 | 1–0 | 1–0 | 0–0 | 2–0 | —   | 2–2 | 1–0 | 1–0 | 0–1 | 4–0 | 3–1 | 1–0 | 1–1 | 1–1 | 1–2 |
| Granada C. F.              | 2–2 | 2–0 | 2–2 | 2–0 | 1–0 | 6–0 | —   | 1–1 | 2–2 | 1–1 | 0–0 | 2–0 | 4–0 | 1–0 | 2–0 | 1–0 |
| Hércules C. F.             | 6–0 | 5–1 | 2–1 | 4–1 | 2–0 | 4–1 | 5–1 | —   | 3–1 | 1–0 | 1–2 | 3–0 | 3–2 | 2–0 | 2–0 | 2–1 |
| C. D. Málaga               | 2–0 | 3–0 | 1–0 | 6–1 | 7–0 | 1–0 | 1–1 | 2–0 | —   | 1–1 | 1–0 | 3–0 | 3–2 | 0–2 | 2–1 | 2–0 |
| R. C. D. Mallorca          | 1–0 | 1–0 | 0–0 | 2–1 | 3–1 | 2–0 | 1–1 | 1–0 | 1–1 | —   | 1–0 | 1–0 | 4–0 | 2–1 | 1–0 | 1–0 |
| Melilla C. F.              | 4–2 | 1–1 | 1–0 | 3–3 | 0–2 | 1–0 | 1–0 | 0–2 | 1–0 | 0–1 | —   | 2–1 | 1–0 | 2–1 | 0–2 | 0–1 |
| C. D. Mestalla             | 0–1 | 1–0 | 1–1 | 2–1 | 0–2 | 3–1 | 1–1 | 2–1 | 3–1 | 1–2 | 1–0 | —   | 3–3 | 2–0 | 3–0 | 1–4 |
| Onteniente C. F.           | 0–1 | 3–1 | 2–1 | 1–1 | 4–0 | 1–0 | 2–0 | 1–2 | 2–2 | 1–1 | 3–1 | 0–2 | —   | 2–0 | 0–1 | 1–3 |
| R. C. Recreativo de Huelva | 0–0 | 2–0 | 2–2 | 1–0 | 2–1 | 1–1 | 2–0 | 2–0 | 1–0 | 4–2 | 1–0 | 1–0 | 3–2 | —   | 5–0 | 2–1 |
| C. D. Tenerife             | 3–0 | 0–2 | 1–0 | 1–1 | 0–0 | 1–0 | 2–0 | 3–0 | 0–0 | 0–1 | 1–1 | 1–2 | 1–0 | 0–0 | —   | 1–0 |
| Real Valladolid            | 3–0 | 1–0 | 3–0 | 1–3 | 5–0 | 1–1 | 3–0 | 2–0 | 0–1 | 0–1 | 2–1 | 4–0 | 4–1 | 1–0 | 3–1 | —   |

## Promoción de ascenso
En la promoción de ascenso jugaron CD Sabadell CF y CD Málaga como subcampeones de Segunda División. Sus rivales fueron Real Murcia y Levante UD como decimotercero y decimocuarto clasificado de Primera División.
La promoción se jugó a doble partido a ida y vuelta con los siguientes resultados:
| 6 de junio de 1965 | Real Murcia | 2:2 | CD Sabadell CF | Estadio de La Condomina, Murcia |  |
|                    |             |     |                | Asistencia: ??? espectadores    |  |

| 13 de junio de 1965 | CD Sabadell CF | 1:0 | Real Murcia | Campo de La Cruz Alta, Sabadell |  |
|                     |                |     |             | Asistencia: ??? espectadores    |  |

- El CD Sabadell CF asciende a Primera división.
- El Real Murcia desciende a  Segunda división.

| 6 de junio de 1965 | CD Málaga | 4:2 | Levante UD | Estadio La Rosaleda, Málaga  |  |
|                    |           |     |            | Asistencia: ??? espectadores |  |

| 13 de junio de 1965 | Levante UD | 0:0 | CD Málaga | Estadio de Vallejo, Valencia |  |
|                     |            |     |           | Asistencia: ??? espectadores |  |

- El CD Málaga asciende a Primera división.
- El Levante UD desciende a  Segunda división.

## Promoción de permanencia
En la promoción de permanencia jugaron CD Europa y CF Badalona del Grupo I; CD Constancia y Cádiz CF del Grupo II; y Béjar Industrial, CD Cartagena, SD Eibar y Gimnástico de Tarragona como equipos de Tercera División.
La promoción se jugó a doble partido a ida y vuelta con los siguientes resultados:
| 13 de junio de 1965 | Gimnástico de Tarragona | 2:4 | CD Europa | Campo de la Avenida Cataluña, Tarragona |  |
|                     |                         |     |           | Asistencia: ??? espectadores            |  |

| 20 de junio de 1965 | CD Europa | 1:1 | Gimnástico de Tarragona | Campo de Cerdeña, Barcelona  |  |
|                     |           |     |                         | Asistencia: ??? espectadores |  |

- El CD Europa permanece en Segunda división.

| 13 de junio de 1965 | CD Cartagena | 3:1 | CF Badalona | Estadio de El Almarjal, Cartagena |  |
|                     |              |     |             | Asistencia: ??? espectadores      |  |

| 20 de junio de 1965 | CF Badalona | 4:1 | CD Cartagena | Campo de la Avenida de Navarra, Badalona |  |
|                     |             |     |              | Asistencia: ??? espectadores             |  |

- El CF Badalona permanece en Segunda división.

| 13 de junio de 1965 | Béjar Industrial | 1:0 | CD Constancia | Campo Mario Emilio, Béjar    |  |
|                     |                  |     |               | Asistencia: ??? espectadores |  |

| 20 de junio de 1965 | CD Constancia | 1:0 | Béjar Industrial | Campo municipal Es Cos, Inca |  |
|                     |               |     |                  | Asistencia: ??? espectadores |  |

| 22 de junio de 1965 | CD Constancia | 2:1 | Béjar Industrial | Estadio Lluís Sitjar, Palma de Mallorca |  |
|                     |               |     |                  | Asistencia: ??? espectadores            |  |

- El CD Constancia permanece en Segunda división.

| 13 de junio de 1965 | SD Eibar | 2:0 | Cádiz CF | Estadio de Ipurúa, Éibar     |  |
|                     |          |     |          | Asistencia: ??? espectadores |  |

| 20 de junio de 1965 | Cádiz CF | 2:0 | SD Eibar | Estadio Ramón de Carranza, Cádiz |  |
|                     |          |     |          | Asistencia: ??? espectadores     |  |

| 22 de junio de 1965 | Cádiz CF | 4:1 | SD Eibar | Estadio Metropolitano, Madrid |  |
|                     |          |     |          | Asistencia: ??? espectadores  |  |

- El Cádiz CF permanece en Segunda división.

## Resumen
Campeones de Segunda División:
| - Pontevedra Club de Fútbol | - Real Club Deportivo Mallorca |

Ascienden a Primera División:
| - Pontevedra Club de Fútbol | - Real Club Deportivo Mallorca | - Centro de Deportes Sabadell Club de Fútbol | - Club Deportivo Málaga |

Descienden a Tercera División: 
| Grupo I - Club Deportivo Orense - Real Unión Club de Irún | Grupo II - Onteniente Club de Fútbol - Club Deportivo Abarán |